# Patrick Jahn (Pflegewissenschaftler)
Patrick Jahn (* 21. März 1976 in Werdau) ist ein deutscher Pflegewissenschaftler, Hochschullehrer und Mitglied der Fachkommission nach dem Pflegeberufegesetz. 

## Leben
Patrick Jahn besuchte von 1981 bis 1994 die Grundschule und das Gymnasium in seiner Heimatstadt Werdau. Anschließend machte er bis 1997 eine Ausbildung zum Krankenpfleger (damalige Berufsbezeichnung) am Klinikum Hallerwiese in Nürnberg. Von 1998 bis 1999 arbeitete er als Krankenpfleger mit Körperbehinderten in Beit Jala, Westbank, damals Israel. Es folgte das Diplomstudium der Pflege- und Gesundheitswissenschaft an der Medizinischen Fakultät der Martin-Luther-Universität Halle-Wittenberg mit einem Studienaufenthalt an der McMaster University in Hamilton, das Jahn 2006 beendete. Er war in dieser Zeit Stipendiat des Evangelischen Studienwerks Villigst. 2011 erfolgte die Promotion bei Margarete Landenberger.
Von 2010 bis 2019 war Jahn Leiter der Stabsstelle Pflegeforschung und Leiter der Pflegeexperten am Universitätsklinikum Halle (Saale). 2019 erfolgte ein Ruf auf eine W3-Professur für Pflegewissenschaft und Versorgungsforschung an die Eberhard Karls Universität Tübingen. Seit 2020 ist Jahn Professor für Versorgungsforschung und Pflege im Krankenhaus an der Martin-Luther-Universität Halle-Wittenberg und leitet gleichzeitig die AG Versorgungsforschung – Pflege im Krankenhaus im Departement für Innere Medizin der Universitätsmedizin in Halle (Saale).
Seit 2010 arbeitet Jahn in der European Oncology Nursing Society (EONS) mit. Er ist seit 2010 wissenschaftliche Leitung der Fachkommission Diagnosis Related Group (DRG) beim Deutschen Pflegerat (DPR) sowie seit 2014 gewähltes Vorstandsmitglied der Konferenz der onkologischen Kranken- und Kinderkrankenpflege (KOK) innerhalb der Deutschen Krebsgesellschaft. Seit 2018 ist er Mitglied im Hochschulbeirat der Evangelischen Kirche an der Martin-Luther-Universität Halle-Wittenberg.
Im Oktober 2024 erfolgte die Berufung in die (Folge-) Fachkommission nach dem Pflegeberufegesetz. Die Fachkommission nach dem Pflegeberufegesetz wurde 2018 von der deutschen Bundesregierung eingesetzt und entwickelt seit dieser Zeit im Auftrag des Bundesministeriums für Gesundheit und des Bundesministeriums für Familie, Senioren, Frauen und Jugend Lehr- und Ausbildungspläne für Auszubildende in den Pflegeberufen.

## Forschungsschwerpunkte
- Förderung des Selbstmanagements von Patienten mit Tumorerkrankung
- Patientenzentrierte Integration von digital-assistiven Technologien und Robotik in die Gesundheitsversorgung
- Implementierungsforschung

## Veröffentlichungen (Auswahl)
- mit Margarete Landenberger (2011): Onkologische Pflegeforschung in Deutschland. In: Forum Onkologische Pflege. Bd. 1. Germering: Zuckschwertdt: 21 f.
- mit Margarete Landenberger (2013): Pflegeforschung in Deutschland – aktueller Stand und Perspektiven. In: Forum. Band 18, Heft 2.  Heidelberg: Springer: 111–114
- mit Christian Buhtz/Denny Paulicke/Sebastian Hofstetter (2020): Technikaffinität und Fortbildungsinteresse von Auszubildenden der Pflegefachberufe. In: Heilberufe. Band 11, Heft 1–2. Wien:Springer Medizin: 3–12
- mit Katharina Dalko/Bernhard Kraft/Jan Schildmann/Sebastian Hofstetter (2023): Cocreation of Assistive Technologies for Patients With Long Covid. in: Journal of Medical Internet Research (JMIR). 25, 1. Canada: e46297–e46297
- mit Andrea Gaisser/Marika Bana/Christoph Renner (2024)(Hrsg.): Onkologische Krankenpflege. 7. Auflage. Berlin: Springer Inhaltsverzeichnis
- mit Pascal Müller: Cocreativ Development of Robotic Interaction Systems for Health Care. In: Journal of Medical Internet Research (JMIR). 11. Canada: e58046–e58046

## Auszeichnung
- 2012: Wilhelm Roux Preis für Nachwuchsforscher der Medizinischen Fakultät MLU Halle-Wittenberg